# Sint-Truidense VV in het seizoen 2023/24
Sint-Truiden kwam in het seizoen 2023/24 uit in de Belgische Eerste Klasse A. Tijdens dit seizoen vierde de club zijn honderdjarig bestaan. De Truienaren eindigden het seizoen op de negende plaats, met 40 punten.

## Overzicht
Reeds in december 2022 werd bekend gemaakt dat trainer Bernd Hollerbach de club aan het einde van het seizoen 2022/23 zou verlaten. In mei 2023 werd zijn opvolger voorgesteld: zijn landgenoot Thorsten Fink.
STVV werd opgericht op 23 februari 1924 vierde dit seizoen dan ook zijn honderdjarig bestaan. Doorheen het seizoen werden er talrijke activiteiten op poten gezet om deze mijlpaal te vieren.
Het seizoen zelf verliep zonder grote uitschieters. Sint-Truiden bracht vrijwel het hele seizoen in de buik van het klassement door, en kwam nooit in degradatienood. De meest opvallende overwinning was die op Club Brugge (de latere landskampioen) op de laatste speeldag van de reguliere competitie. STVV eindigde deze reguliere competitie op de negende plaats en nam hierdoor deel aan play-off II. Daar eindigde de club uiteindelijk op de derde plaats.

## Ploegsamenstelling
| Nr. | Naam                   | Positie      | Nationaliteit    | Geboortedatum     |
| --- | ---------------------- | ------------ | ---------------- | ----------------- |
| 1   | Zion Suzuki            | Doelman      | Japan            | 21 augustus 2002  |
| 2   | Ryoya Ogawa            | Verdediger   | Japan            | 21 november 1996  |
| 4   | Daiki Hashioka         | Verdediger   | Japan            | 17 mei 1999       |
| 6   | Rihito Yamamoto        | Middenvelder | Japan            | 12 december 2001  |
| 7   | Aboubakary Koita       | Aanvaller    | België           | 20 september 1998 |
| 8   | Joel Chima Fujita      | Middenvelder | Japan            | 16 maart 2002     |
| 11  | Fatih Kaya             | Aanvaller    | Duitsland        | 13 november 1999  |
| 12  | Jo Coppens             | Doelman      | België           | 21 december 1990  |
| 13  | Ryotaro Ito            | Aanvaller    | Japan            | 6 februari 1998   |
| 14  | Olivier Dumont         | Middenvelder | België           | 6 maart 2002      |
| 15  | Kahveh Zahiroleslam    | Aanvaller    | Verenigde Staten | 13 juni 2002      |
| 16  | Matte Smets            | Middenvelder | België           | 4 januari 2002    |
| 17  | Mathias Delorge        | Middenvelder | België           | 31 juli 2004      |
| 18  | Jarne Steuckers        | Middenvelder | België           | 4 februari 2002   |
| 20  | Rein Van Helden        | Verdediger   | België           | 24 juli 2002      |
| 21  | Daniel Schmidt         | Doelman      | Japan            | 3 februari 1992   |
| 22  | Wolke Janssens         | Verdediger   | België           | 11 januari 1995   |
| 23  | Joselpho Barnes        | Aanvaller    | Ghana            | 12 december 2001  |
| 24  | David Mindombe         | Verdediger   | België           | 10 juni 2001      |
| 25  | Tristan Teuchy         | Verdediger   | België           | 14 april 2004     |
| 27  | Frederic Ananou        | Verdediger   | Togo             | 20 mei 1997       |
| 30  | Shinji Okazaki         | Aanvaller    | Japan            | 16 april 1986     |
| 31  | Bruno Godeau           | Verdediger   | België           | 10 mei 1992       |
| 33  | Alouis Diriken         | Verdediger   | België           | 4 januari 2004    |
| 35  | Siemen Buvé            | Doelman      | België           | 15 januari 2005   |
| 51  | Matt Lendfers          | Doelman      | België           | 10 maart 2006     |
| 53  | Adam Nhaili            | Aanvaller    | België           | 9 augustus 2005   |
| 60  | Robert-Jan Vanwesemael | Verdediger   | België           | 26 maart 2002     |
| 77  | Eric Bocat             | Verdediger   | Frankrijk        | 16 juli 1999      |

### Trainersstaf
- Thorsten Fink (hoofdcoach)
- Sebastian Hahn (hulptrainer)

### Transfers
| - Frederic Ananou (Hansa Rostock) - Joselpho Barnes (Riga FC) - Mathias Delorge (einde uitleenbeurt) - Joel Chima Fujita (Yokohama Marinos) - Bruno Godeau (AA Gent) - Ryotaro Ito (Albirex Niigata) - Ryoya Ogawa (FC Tokio) - Jarne Steuckers (einde uitleenbeurt) - Zion Suzuki (geleend van Urawa Red Diamonds) - Rein Van Helden (einde uitleenbeurt) - Rihito Yamamoto (Gamba Osaka) - Kahveh Zahiroleslam (Yale Bulldogs) | - Robert Bauer (Al-Tai FC) - Frank Boya (einde uitleenbeurt) - Gianni Bruno (einde uitleenbeurt) - Oleksandr Filippov (SK Dnipro-1) - Taichi Hara (einde uitleenbeurt) - Daichi Hayashi (uitgeleend aan 1. FC Nürnberg) - Tatsuya Ito (1. FC Magdeburg) - Mory Konaté (einde contract) - Toni Leistner (einde contract) - Shinji Okazaki (einde contract) - Rocco Reitz (einde uitleenbeurt) - Ferre Slegers (MVV Maastricht - Kenny Steppe (einde contract) - Jorge Teixeira (CD Aves) - Stan Van Dessel (Lierse Kempenzonen) |

## Oefenwedstrijden
|                                     |                           |       |                  |  |
| Zaterdag 17 juni 2023, 17:00 uur    | KVV Zepperen-Brustem      | 1 - 3 | Sint-Truiden     |  |
|                                     |                           |       |                  |  |
|                                     |                           |       |                  |  |
| Zaterdag 24 juni 2023, 17:00 uur    | Sint-Truiden              | 3 - 0 | KFC Dessel Sport |  |
|                                     |                           |       |                  |  |
|                                     |                           |       |                  |  |
| Woensdag 28 juni 2023, 19:30 uur    | KVV Thes Sport            | 0 - 3 | Sint-Truiden     |  |
|                                     |                           |       |                  |  |
|                                     |                           |       |                  |  |
| Zaterdag 1 juli 2023, 16:00 uur     | KVC Westerlo              | 2 - 2 | Sint-Truiden     |  |
|                                     |                           |       |                  |  |
|                                     |                           |       |                  |  |
| Woensdag 5 juli 2023, 19:00 uur     | Patro Eisden Maasmechelen | 0 - 0 | Sint-Truiden     |  |
|                                     |                           |       |                  |  |
|                                     |                           |       |                  |  |
| Zaterdag 8 juli 2023, 14:30 uur     | PSV                       | 1 - 2 | Sint-Truiden     |  |
|                                     |                           |       |                  |  |
|                                     |                           |       |                  |  |
| Donderdag 13 juli 2023, 15:00 uur   | TOP Oss                   | 1 - 3 | Sint-Truiden     |  |
|                                     |                           |       |                  |  |
|                                     |                           |       |                  |  |
| Vrijdag 14 juli 2023, 17:00 uur     | Helmond Sport             | 2 - 0 | Sint-Truiden     |  |
|                                     |                           |       |                  |  |
|                                     |                           |       |                  |  |
| Zaterdag 15 juli 2023, 15:30 uur    | SV Wehen Wiesbaden        | 1 - 0 | Sint-Truiden     |  |
|                                     |                           |       |                  |  |
|                                     |                           |       |                  |  |
| Woensdag 19 juli 2023, 18:00 uur    | Lierse Kempenzonen        | 1 - 3 | Sint-Truiden     |  |
|                                     |                           |       |                  |  |
|                                     |                           |       |                  |  |
| Zaterdag 22 juli 2023, 17:00 uur    | Sint-Truiden              | 2 - 0 | Al Taawoun FC    |  |
|                                     |                           |       |                  |  |
|                                     |                           |       |                  |  |
| Woensdag 2 augustus 2023, 15:00 uur | RB Leipzig                | 4 - 0 | Sint-Truiden     |  |
|                                     |                           |       |                  |  |

## Eerste Klasse A

### Reguliere competitie

#### Wedstrijden
| | |       | | |
| Zondag 30 juli 2023, 19:15 uur | Sint-Truiden | 1 - 0 | Standard Luik | |
| Stayen, Sint-Truiden Toeschouwers: 7.026 Scheidsrechter: Jasper Vergoote Speeldag 1 Eerste Klasse A 2023-24                         | Bruno Godeau 67' Aboubakary Koita 86'                                                                                               |       | 26' Jacob Barrett Laursen | Opstelling Sint-Truiden: Daniel Schmidt, Rein Van Helden, Matte Smets, Bruno Godeau, Frederic Ananou, Mathias Delorge, Ryotaro Ito, Eric Bocat, Jarne Steuckers, Fatih Kaya, Aboubakary Koita Wissels Sint-Truiden: 65' Ryotaro Ito Olivier Dumont 85' Fatih Kaya Shinji Okazaki 85' Mathias Delorge Rihito Yamamoto 90+4' Aboubakary Koita Joselpho Barnes 90+4' Jarne Steuckers Stan Van Dessel                                    |
| | |       | | |
| Zondag 6 augustus 2023, 19:15 uur                                                                                                   | KV Kortrijk | 0 - 1 | Sint-Truiden | |
| Guldensporenstadion, Kortrijk Toeschouwers: 5.516 Scheidsrechter: Brent Staessens Speeldag 2 Eerste Klasse A 2023-24                | Nayel Mehssatou 54' |       | 55' Rein Van Helden 56' Jarne Steuckers 89' Daiki Hashioka | Opstelling Sint-Truiden: Daniel Schmidt, Rein Van Helden, Matte Smets, Bruno Godeau, Frederic Ananou, Mathias Delorge, Ryotaro Ito, Eric Bocat, Jarne Steuckers, Fatih Kaya, Aboubakary Koita Wissels Sint-Truiden: 46' Frederic Ananou Daiki Hashioka 71' Ryotaro Ito Olivier Dumont 83' Fatih Kaya Joselpho Barnes 90+2' Aboubakary Koita Rihito Yamamoto 90+2' Jarne Steuckers Stan Van Dessel                                    |
| | |       | | |
| Zondag 13 augustus 2023, 13:30 uur                                                                                                  | Sint-Truiden | 0 - 1 | RSC Anderlecht | |
| Stayen, Sint-Truiden Toeschouwers: 8.000 Scheidsrechter: Lawrence Visser Speeldag 3 Eerste Klasse A 2023-24                         | Rein Van Helden 19' Aboubakary Koita 60' Mathias Delorge 86' Joselpho Barnes 90+6'                                                  |       | 21' Mario Stroeykens 53' Moussa N'Diaye 56' Anders Dreyer 68' Kristian Arnstad 82' Moussa N'Diaye 84' Théo Leoni 90+3' Louis Patris                                              | Opstelling Sint-Truiden: Daniel Schmidt, Rein Van Helden, Matte Smets, Bruno Godeau, Daiki Hashioka, Mathias Delorge, Ryotaro Ito, Eric Bocat, Jarne Steuckers, Fatih Kaya, Aboubakary Koita Wissels Sint-Truiden: 60' Eric Bocat Stan Van Dessel 69' Fatih Kaya Shinji Okazaki 69' Rein Van Helden Rihito Yamamoto 90' Ryotaro Ito Joselpho Barnes                                                                                  |
| | |       | | |
| Zondag 20 augustus 2023, 16:00 uur                                                                                                  | AA Gent | 2 - 2 | Sint-Truiden | |
| Ghelamco Arena, Gent Toeschouwers: 13.195 Scheidsrechter: Erik Lambrechts Speeldag 4 Eerste Klasse A 2023-24                        | Julien De Sart 21' Gift Orban 35' Jordan Torunarigha 58' Matisse Samoise 61'                                                        |       | 7' Aboubakary Koita 13' Mathias Delorge 54' Bruno Godeau 60' Eric Bocat | Opstelling Sint-Truiden: Daniel Schmidt, Rein Van Helden, Matte Smets, Bruno Godeau, Daiki Hashioka, Joel Chima Fujita, Mathias Delorge, Eric Bocat, Jarne Steuckers, Fatih Kaya, Aboubakary Koita Wissels Sint-Truiden: 64' Joel Chima Fujita Stan Van Dessel 64' Fatih Kaya Joselpho Barnes 84' Eric Bocat Wolke Janssens 90+2' Jarne Steuckers Shinji Okazaki 90+2' Aboubakary Koita Rihito Yamamoto                              |
| | |       | | |
| Zondag 27 augustus 2023, 16:00 uur                                                                                                  | Sint-Truiden | 0 - 2 | Cercle Brugge | |
| Stayen, Sint-Truiden Toeschouwers: 4.978 Scheidsrechter: Bram Van Driessche Speeldag 5 Eerste Klasse A 2023-24                      | Rein Van Helden 43' |       | 64' Thibo Somers 69' Kévin Denkey 83' Olivier Deman | Opstelling Sint-Truiden: Zion Suzuki, Rein Van Helden, Matte Smets, Bruno Godeau, Daiki Hashioka, Joel Chima Fujita, Mathias Delorge, Eric Bocat, Jarne Steuckers, Fatih Kaya, Aboubakary Koita Wissels Sint-Truiden: 70' Rein Van Helden Ryotaro Ito 70' Joel Chima Fujita Rihito Yamamoto 70' Fatih Kaya Joselpho Barnes |
| | |       | | |
| Zondag 3 september 2023, 19:15 uur                                                                                                  | Sporting Charleroi | 1 - 1 | Sint-Truiden | |
| Stade du Pays de Charleroi, Charleroi Toeschouwers: 6.000 Scheidsrechter: Wim Smet Speeldag 6 Eerste Klasse A 2023-24               | Jonas Bager 56' Stelios Andreou 75' Oday Dabbagh 80'                                                                                |       | 89' (pen.) Aboubakary Koita 90+7' Frederic Ananou | Opstelling Sint-Truiden: Zion Suzuki, Rein Van Helden, Matte Smets, Bruno Godeau, Daiki Hashioka, Jarne Steuckers, Mathias Delorge, Ryotaro Ito, Eric Bocat, Joselpho Barnes, Aboubakary Koita Wissels Sint-Truiden: 68' Joselpho Barnes Fatih Kaya 85' Rein Van Helden Rihito Yamamoto 85' Daiki Hashioka Shinji Okazaki 85' Ryotaro Ito Frederic Ananou 90+8' Aboubakary Koita Olivier Dumont                                      |
| | |       | | |
| Zondag 17 september 2023, 19:15 uur                                                                                                 | Sint-Truiden | 2 - 0 | KV Mechelen | |
| Stayen, Sint-Truiden Toeschouwers: 5.238 Scheidsrechter: Jasper Vergoote Speeldag 7 Eerste Klasse A 2023-24                         | Daiki Hashioka 33' Ryotaro Ito 63' Aboubakary Koita 78'                                                                             |       | 37' Daam Foulon 89' Jordi Vanlerberghe | Opstelling Sint-Truiden: Zion Suzuki, Rein Van Helden, Matte Smets, Bruno Godeau, Daiki Hashioka, Ryotaro Ito, Mathias Delorge, Eric Bocat, Jarne Steuckers, Fatih Kaya, Aboubakary Koita Wissels Sint-Truiden: 29' Fatih Kaya Joselpho Barnes 68' Ryotaro Ito Joel Chima Fujita 69' Jarne Steuckers Rihito Yamamoto 90' Eric Bocat Olivier Dumont 90+1' Aboubakary Koita Wolke Janssens                                             |
| | |       | | |
| Zondag 24 september 2023, 13:30 uur                                                                                                 | KRC Genk | 3 - 3 | Sint-Truiden | |
| Cegeka Arena, Genk Toeschouwers: 20.145 Scheidsrechter: Lothar D'hondt Speeldag 8 Eerste Klasse A 2023-24                           | Bilal El Khannous 15' Carlos Cuesta 20' Bilal El Khannous 58' Tolu Arokodare 71' Joseph Paintsil 85'                                |       | 4' Bruno Godeau 31' Aboubakary Koita 36' Aboubakary Koita 37' Aboubakary Koita 45' Fatih Kaya 54' Daiki Hashioka 90+5' Joselpho Barnes                                           | Opstelling Sint-Truiden: Zion Suzuki, Rein Van Helden, Matte Smets, Bruno Godeau, Daiki Hashioka, Ryotaro Ito, Mathias Delorge, Rihito Yamamoto, Eric Bocat, Fatih Kaya, Aboubakary Koita Wissels Sint-Truiden: 63' Ryotaro Ito Joel Chima Fujita 76' Fatih Kaya Kahveh Zahiroleslam 76' Rihito Yamamoto Olivier Dumont 90+1' Aboubakary Koita Joselpho Barnes                                                                       |
| | |       | | |
| Zondag 1 oktober 2023, 18:30 uur | Club Brugge | 1 - 1 | Sint-Truiden | |
| Jan Breydelstadion, Brugge Toeschouwers: 26.000 Scheidsrechter: Nicolas Laforge Speeldag 9 Eerste Klasse A 2023-24                  | Raphael Onyedika 45' Andreas Skov Olsen 47' Ferran Jutglà 52' Éder Álvarez Balanta 74'                                              |       | 66' Aboubakary Koita 75' Fatih Kaya | Opstelling Sint-Truiden: Zion Suzuki, Rein Van Helden, Matte Smets, Bruno Godeau, Daiki Hashioka, Ryotaro Ito, Mathias Delorge, Jarne Steuckers, Eric Bocat, Fatih Kaya, Aboubakary Koita Wissels Sint-Truiden: 70' Jarne Steuckers Rihito Yamamoto 80' Ryotaro Ito Joel Chima Fujita 80' Daiki Hashioka Frederic Ananou 84' Bruno Godeau Wolke Janssens                                                                             |
| | |       | | |
| Zondag 8 oktober 2023, 19:15 uur | Sint-Truiden | 0 - 4 | Union Sint-Gillis | |
| Stayen, Sint-Truiden Toeschouwers: 7.354 Scheidsrechter: Kevin Van Damme Speeldag 10 Eerste Klasse A 2023-24                        | Aboubakary Koita 90+1' |       | 37' Alessio Castro-Montes 45+2' (pen.) Gustaf Nilsson 55' Kevin Mac Allister 58' Gustaf Nilsson 61' Gustaf Nilsson 70' Koki Machida 74' Alessio Castro-Montes 86' Mohamed Amoura | Opstelling Sint-Truiden: Zion Suzuki, Rein Van Helden, Matte Smets, Bruno Godeau, Daiki Hashioka, Ryotaro Ito, Mathias Delorge, Eric Bocat, Jarne Steuckers, Fatih Kaya, Aboubakary Koita Wissels Sint-Truiden: 66' Rein Van Helden Rihito Yamamoto 77' Eric Bocat Frederic Ananou 78' Fatih Kaya Joselpho Barnes |
| | |       | | |
| Zondag 22 oktober 2023, 19:15 uur                                                                                                   | Oud-Heverlee Leuven | 4 - 0 | Sint-Truiden | |
| King Power at Den Dreef Stadion, Heverlee Toeschouwers: 7.239 Scheidsrechter: Brent Staessens Speeldag 11 Eerste Klasse A 2023-24   | Nachon Nsingi 12' Siebe Schrijvers 22' (pen.) Hamza Mendyl 60' Siebe Schrijvers 62' Hamza Mendyl 79'                                |       | 20' Rein Van Helden 59' Rihito Yamamoto 70' Daiki Hashioka | Opstelling Sint-Truiden: Zion Suzuki, Rein Van Helden, Matte Smets, Bruno Godeau, Daiki Hashioka, Ryotaro Ito, Mathias Delorge, Eric Bocat, Jarne Steuckers, Fatih Kaya, Aboubakary Koita Wissels Sint-Truiden: 46' Rein Van Helden Rihito Yamamoto 77' Daiki Hashioka Frederic Ananou 77' Ryotaro Ito Kahveh Zahiroleslam |
| | |       | | |
| Vrijdag 27 oktober 2023, 20:45 uur                                                                                                  | Sint-Truiden | 2 - 1 | RWDM | |
| Stayen, Sint-Truiden Toeschouwers: 4.000 Scheidsrechter: Wesli De Cremer Speeldag 12 Eerste Klasse A 2023-24                        | Aboubakary Koita 82' (pen.) Daiki Hashioka 90+6'                                                                                    |       | 90+3' Makhtar Gueye | Opstelling Sint-Truiden: Zion Suzuki, Rein Van Helden, Matte Smets, Bruno Godeau, Daiki Hashioka, Ryotaro Ito, Mathias Delorge, Eric Bocat, Jarne Steuckers, Kahveh Zahiroleslam, Aboubakary Koita Wissels Sint-Truiden: 46' Ryotaro Ito Rihito Yamamoto 87' Kahveh Zahiroleslam Fatih Kaya 87' Jarne Steuckers Joel Chima Fujita 90' Aboubakary Koita Joselpho Barnes 90+8' Daiki Hashioka Wolke Janssens                           |
| | |       | | |
| Vrijdag 3 november 2023, 20:45 uur                                                                                                  | Sint-Truiden | 1 - 1 | KAS Eupen | |
| Stayen, Sint-Truiden Toeschouwers: 3.872 Scheidsrechter: Nathan Verboomen Speeldag 13 Eerste Klasse A 2023-24                       | Rune Paeshuyse 20' (e.d.) Mathias Delorge 79'                                                                                       |       | 31' Gary Magnée 90+4' Miloš Pantović | Opstelling Sint-Truiden: Zion Suzuki, Rein Van Helden, Matte Smets, Bruno Godeau, Daiki Hashioka, Ryotaro Ito, Mathias Delorge, Eric Bocat, Jarne Steuckers, Kahveh Zahiroleslam, Aboubakary Koita Wissels Sint-Truiden: 77' Daiki Hashioka Frederic Ananou 79' Ryotaro Ito Rihito Yamamoto 86' Kahveh Zahiroleslam Joselpho Barnes 86' Jarne Steuckers Joel Chima Fujita                                                            |
| | |       | | |
| Vrijdag 10 november 2023, 20:45 uur                                                                                                 | KVC Westerlo | 3 - 3 | Sint-Truiden | |
| 't Kuipje, Westerlo Toeschouwers: 5.000 Scheidsrechter: Nicolas Laforge Speeldag 14 Eerste Klasse A 2023-24                         | Bakary Haidara 4' Arthur Piedfort 9' Emin Bayram 15' Nicolas Madsen 33' Pietro Perdichizzi 41' Matija Frigan 90+1'                  |       | 5' Eric Bocat 36' Mathias Delorge 77' (pen.) Aboubakary Koita 88' Aboubakary Koita 90+4' Wolke Janssens                                                                          | Opstelling Sint-Truiden: Zion Suzuki, Rein Van Helden, Matte Smets, Bruno Godeau, Frederic Ananou, Ryotaro Ito, Mathias Delorge, Eric Bocat, Jarne Steuckers, Kahveh Zahiroleslam, Aboubakary Koita Wissels Sint-Truiden: 46' Frederic Ananou Rihito Yamamoto 79' Kahveh Zahiroleslam Fatih Kaya 79' Ryotaro Ito Joel Chima Fujita 90' Eric Bocat Wolke Janssens                                                                     |
| | |       | | |
| Vrijdag 24 november 2023, 20:45 uur                                                                                                 | Sint-Truiden | 1 - 1 | Antwerp FC | |
| Stayen, Sint-Truiden Toeschouwers: 7.024 Scheidsrechter: Bert Put Speeldag 15 Eerste Klasse A 2023-24                               | Jarne Steuckers 42' Bruno Godeau 46' Aboubakary Koita 63'                                                                           |       | 81' Chidera Ejuke 90+1' Gyrano Kerk 90+6' Vincent Janssen | Opstelling Sint-Truiden: Zion Suzuki, Rein Van Helden, Matte Smets, Bruno Godeau, Daiki Hashioka, Ryotaro Ito, Mathias Delorge, Eric Bocat, Jarne Steuckers, Kahveh Zahiroleslam, Aboubakary Koita Wissels Sint-Truiden: 76' Ryotaro Ito Rihito Yamamoto 76' Kahveh Zahiroleslam Fatih Kaya 88' Jarne Steuckers Joselpho Barnes 90+4' Eric Bocat Wolke Janssens                                                                      |
| | |       | | |
| Zondag 3 december 2023, 16:00 uur                                                                                                   | KV Mechelen | 0 - 2 | Sint-Truiden | |
| AFAS Stadion Achter de Kazerne, Mechelen Toeschouwers: 12.153 Scheidsrechter: Wim Smet Speeldag 16 Eerste Klasse A 2023-24          | Mory Konaté 40' |       | 5' Aboubakary Koita 42' Ryotaro Ito 45' Kahveh Zahiroleslam 90+4' Wolke Janssens                                                                                                 | Opstelling Sint-Truiden: Zion Suzuki, Rein Van Helden, Matte Smets, Bruno Godeau, Daiki Hashioka, Ryotaro Ito, Mathias Delorge, Eric Bocat, Jarne Steuckers, Kahveh Zahiroleslam, Aboubakary Koita Wissels Sint-Truiden: 77' Kahveh Zahiroleslam Fatih Kaya 77' Ryotaro Ito Joel Chima Fujita 86' Jarne Steuckers Olivier Dumont 86' Aboubakary Koita Rihito Yamamoto 90+3' Daiki Hashioka Wolke Janssens                            |
| | |       | | |
| Zaterdag 9 december 2023, 18:15 uur                                                                                                 | Sint-Truiden | 1 - 1 | Oud-Heverlee Leuven | |
| Stayen, Sint-Truiden Toeschouwers: 4.754 Scheidsrechter: Jan Boterberg Speeldag 17 Eerste Klasse A 2023-24                          | Kahveh Zahiroleslam 6' |       | 18' Jonatan Braut Brunes 31' Richie Sagrado 57' Raz Shlomo 66' Florian Miguel | Opstelling Sint-Truiden: Zion Suzuki, Rein Van Helden, Matte Smets, Bruno Godeau, Daiki Hashioka, Ryotaro Ito, Mathias Delorge, Eric Bocat, Jarne Steuckers, Kahveh Zahiroleslam, Aboubakary Koita Wissels Sint-Truiden: 61' Kahveh Zahiroleslam Fatih Kaya 61' Bruno Godeau Rihito Yamamoto 85' Ryotaro Ito Joselpho Barnes |
| | |       | | |
| Zaterdag 16 december 2023, 18:00 uur                                                                                                | RWDM | 3 - 0 | Sint-Truiden | |
| Edmond Machtensstadion, Sint-Jans-Molenbeek Toeschouwers: 2.950 Scheidsrechter: Nicolas Laforge Speeldag 18 Eerste Klasse A 2023-24 | Makhtar Gueye 32' Rikelmi 45' Ilay Camara 52' Makhtar Gueye 64' Pathé Mboup 74' Abner 84'                                           |       | 56' Mathias Delorge 78' Bruno Godeau | Opstelling Sint-Truiden: Zion Suzuki, Rein Van Helden, Matte Smets, Bruno Godeau, Robert-Jan Vanwesemael, Ryotaro Ito, Mathias Delorge, Eric Bocat, Jarne Steuckers, Joselpho Barnes, Aboubakary Koita Wissels Sint-Truiden: 67' Ryotaro Ito Shinji Okazaki 67' Robert-Jan Vanwesemael Rihito Yamamoto 67' Joselpho Barnes Fatih Kaya 87' Eric Bocat Ryoya Ogawa                                                                     |
| | |       | | |
| Zaterdag 23 december 2023, 18:00 uur                                                                                                | Sint-Truiden | 1 - 0 | Sporting Charleroi | |
| Stayen, Sint-Truiden Toeschouwers: 4.738 Scheidsrechter: Simon Bourdeaud'hui Speeldag 19 Eerste Klasse A 2023-24                    | Jarne Steuckers 84' |       | | Opstelling Sint-Truiden: Zion Suzuki, Wolke Janssens, Matte Smets, Rein Van Helden, Daiki Hashioka, Ryotaro Ito, Mathias Delorge, Eric Bocat, Jarne Steuckers, Fatih Kaya, Aboubakary Koita Wissels Sint-Truiden: 87' Ryotaro Ito Rihito Yamamoto 87' Aboubakary Koita Olivier Dumont 87' Jarne Steuckers Joel Chima Fujita 90+3' Fatih Kaya Joselpho Barnes                                                                         |
| | |       | | |
| Woensdag 27 december 2023, 18:30 uur                                                                                                | Standard Luik | 1 - 1 | Sint-Truiden | |
| Maurice Dufrasnestadion, Luik Toeschouwers: 18.000 Scheidsrechter: Erik Lambrechts Speeldag 20 Eerste Klasse A 2023-24              | Cihan Çanak 80' Wilfried Kanga 90+8' (pen.)                                                                                         |       | 47' Rein Van Helden 86' Joel Chima Fujita 88' Aboubakary Koita 90+6' Wolke Janssens                                                                                              | Opstelling Sint-Truiden: Zion Suzuki, Rein Van Helden, Matte Smets, Bruno Godeau, Daiki Hashioka, Joel Chima Fujita, Mathias Delorge, Eric Bocat, Jarne Steuckers, Fatih Kaya, Aboubakary Koita Wissels Sint-Truiden: 88' Aboubakary Koita Rihito Yamamoto 88' Fatih Kaya Joselpho Barnes 90+2' Jarne Steuckers Wolke Janssens 90+7' Joel Chima Fujita Olivier Dumont                                                                |
| | |       | | |
| Zondag 21 januari 2024, 16:00 uur                                                                                                   | Union Sint-Gillis | 2 - 1 | Sint-Truiden | |
| Joseph Marienstadion, Vorst Toeschouwers: 5.820 Scheidsrechter: Wim Smet Speeldag 21 Eerste Klasse A 2023-24                        | Ross Sykes 45+2' Gustaf Nilsson 77' Kevin Rodríguez 90+7' Kevin Rodríguez 90+8'                                                     |       | 17' Kahveh Zahiroleslam 37' Daiki Hashioka 59' Joel Chima Fujita 83' Frederic Ananou 90+4' Eric Bocat 90+11' Fatih Kaya                                                          | Opstelling Sint-Truiden: Jo Coppens, Wolke Janssens, Matte Smets, Bruno Godeau, Daiki Hashioka, Mathias Delorge, Joel Chima Fujita, Eric Bocat, Jarne Steuckers, Kahveh Zahiroleslam, Rihito Yamamoto Wissels Sint-Truiden: 62' Daiki Hashioka Frederic Ananou 78' Rihito Yamamoto Fatih Kaya 79' Kahveh Zahiroleslam Ryotaro Ito 90+6' Jarne Steuckers Joselpho Barnes                                                              |
| | |       | | |
| Zondag 28 januari 2024, 13:30 uur                                                                                                   | Sint-Truiden | 1 - 1 | KRC Genk | |
| Stayen, Sint-Truiden Toeschouwers: 10.437 Scheidsrechter: Lothar D'hondt Speeldag 22 Eerste Klasse A 2023-24                        | Kahveh Zahiroleslam 85' Bruno Godeau 85' Ryotaro Ito 90'                                                                            |       | 2' Yira Sor 73' Bryan Heynen 85' Gerardo Arteaga 85' Matías Galarza 90' Zakaria El Ouahdi 90+6' Bryan Heynen                                                                     | Opstelling Sint-Truiden: Jo Coppens, Rein Van Helden, Matte Smets, Bruno Godeau, Frederic Ananou, Mathias Delorge, Joel Chima Fujita, Eric Bocat, Jarne Steuckers, Kahveh Zahiroleslam, Rihito Yamamoto Wissels Sint-Truiden: 63' Joel Chima Fujita Ryotaro Ito 88' Rihito Yamamoto Fatih Kaya 89' Frederic Ananou Joselpho Barnes                                                                                                   |
| | |       | | |
| Donderdag 1 februari 2024, 20:30 uur                                                                                                | Sint-Truiden | 4 - 1 | AA Gent | |
| Stayen, Sint-Truiden Toeschouwers: 4.000 Scheidsrechter: Nathan Verboomen Speeldag 23 Eerste Klasse A 2023-24                       | Joel Chima Fujita 30' Rein Van Helden 35' Kahveh Zahiroleslam 48' Kahveh Zahiroleslam 68' Aboubakary Koita 85' Aboubakary Koita 90' |       | 30' Archie Brown 35' Pieter Gerkens | Opstelling Sint-Truiden: Jo Coppens, Rein Van Helden, Matte Smets, Bruno Godeau, Frederic Ananou, Mathias Delorge, Joel Chima Fujita, Eric Bocat, Jarne Steuckers, Kahveh Zahiroleslam, Ryotaro Ito Wissels Sint-Truiden: 67' Joel Chima Fujita Aboubakary Koita 87' Bruno Godeau Wolke Janssens 87' Kahveh Zahiroleslam Rihito Yamamoto 87' Ryotaro Ito Fatih Kaya 90+2' Mathias Delorge Olivier Dumont                             |
| | |       | | |
| Zondag 4 februari 2024, 19:15 uur                                                                                                   | Cercle Brugge | 4 - 1 | Sint-Truiden | |
| Jan Breydelstadion, Brugge Toeschouwers: 3.728 Scheidsrechter: Kevin Van Damme Speeldag 24 Eerste Klasse A 2023-24                  | Kévin Denkey 10' Alan Minda 42' Kévin Denkey 54' Kazeem Olaigbe 67' Leonardo Da Silva Lopes 78' Thibo Somers 90+3'                  |       | 68' Kahveh Zahiroleslam 90+1' Robert-Jan Vanwesemael 90+6' Joselpho Barnes | Opstelling Sint-Truiden: Jo Coppens, Rein Van Helden, Matte Smets, Bruno Godeau, Jarne Steuckers, Mathias Delorge, Joel Chima Fujita, Eric Bocat, Rihito Yamamoto, Kahveh Zahiroleslam, Ryotaro Ito Wissels Sint-Truiden: 58' Mathias Delorge Aboubakary Koita 58' Rihito Yamamoto Joselpho Barnes 69' Jarne Steuckers Robert-Jan Vanwesemael 70' Eric Bocat Ryoya Ogawa 75' Kahveh Zahiroleslam Fatih Kaya                          |
| | |       | | |
| Vrijdag 9 februari 2024, 20:45 uur                                                                                                  | Sint-Truiden | 1 - 0 | KV Kortrijk | |
| Stayen, Sint-Truiden Toeschouwers: 4.136 Scheidsrechter: Wim Smet Speeldag 25 Eerste Klasse A 2023-24                               | Haruya Fujii 40' (e.d.) |       | 84' Abdoulaye Sissako 87' João Silva | Opstelling Sint-Truiden: Zion Suzuki, Rein Van Helden, Matte Smets, Bruno Godeau, Robert-Jan Vanwesemael, Mathias Delorge, Joel Chima Fujita, Eric Bocat, Jarne Steuckers, Kahveh Zahiroleslam, Aboubakary Koita Wissels Sint-Truiden: 64' Robert-Jan Vanwesemael Wolke Janssens 78' Jarne Steuckers Rihito Yamamoto 79' Kahveh Zahiroleslam Fatih Kaya 79' Aboubakary Koita Joselpho Barnes 90+4' Joel Chima Fujita Olivier Dumont  |
| | |       | | |
| Zondag 18 februari 2024, 18:30 uur                                                                                                  | RSC Anderlecht | 4 - 1 | Sint-Truiden | |
| Lotto Park, Anderlecht Toeschouwers: 21.900 Scheidsrechter: Bram Van Driessche Speeldag 26 Eerste Klasse A 2023-24                  | Thorgan Hazard 49' Mario Stroeykens 52' Kasper Dolberg 55' Luis Vázquez 75' (pen.) Mario Stroeykens 83'                             |       | 8' Jarne Steuckers 73' Rein Van Helden | Opstelling Sint-Truiden: Zion Suzuki, Rein Van Helden, Matte Smets, Bruno Godeau, Robert-Jan Vanwesemael, Mathias Delorge, Joel Chima Fujita, Eric Bocat, Jarne Steuckers, Kahveh Zahiroleslam, Aboubakary Koita Wissels Sint-Truiden: 69' Joel Chima Fujita Ryotaro Ito 75' Robert-Jan Vanwesemael Adriano Bertaccini 76' Kahveh Zahiroleslam Fatih Kaya 76' Aboubakary Koita Wolke Janssens 90+2' Mathias Delorge Olivier Dumont   |
| | |       | | |
| Zaterdag 24 februari 2024, 18:15 uur                                                                                                | Sint-Truiden | 1 - 0 | KVC Westerlo | |
| Stayen, Sint-Truiden Toeschouwers: 8.789 Scheidsrechter: Brent Staessens Speeldag 27 Eerste Klasse A 2023-24                        | Ryotaro Ito 37' Jarne Steuckers 87'                                                                                                 |       | 59' Griffin Yow | Opstelling Sint-Truiden: Zion Suzuki, Rein Van Helden, Matte Smets, Bruno Godeau, Robert-Jan Vanwesemael, Mathias Delorge, Ryotaro Ito, Eric Bocat, Jarne Steuckers, Kahveh Zahiroleslam, Aboubakary Koita Wissels Sint-Truiden: 71' Ryotaro Ito Fatih Kaya 71' Kahveh Zahiroleslam Joel Chima Fujita 89' Jarne Steuckers Joselpho Barnes 89' Aboubakary Koita Rihito Yamamoto 90+1' Robert-Jan Vanwesemael Wolke Janssens           |
| | |       | | |
| Zondag 3 maart 2024, 16:00 uur | Antwerp FC | 3 - 0 | Sint-Truiden | |
| Bosuilstadion, Antwerpen Toeschouwers: 15.500 Scheidsrechter: Kevin Van Damme Speeldag 28 Eerste Klasse A 2023-24                   | Jacob Ondrejka 62' (pen.) Chidera Ejuke 74' Jacob Ondrejka 87'                                                                      |       | | Opstelling Sint-Truiden: Zion Suzuki, Wolke Janssens, Matte Smets, Rein Van Helden, Robert-Jan Vanwesemael, Rihito Yamamoto, Joel Chima Fujita, Mathias Delorge, Eric Bocat, Kahveh Zahiroleslam, Aboubakary Koita Wissels Sint-Truiden: 63' Kahveh Zahiroleslam Fatih Kaya 63' Rihito Yamamoto Ryotaro Ito 63' Joel Chima Fujita Jarne Steuckers 63' Robert-Jan Vanwesemael Joselpho Barnes 83' Aboubakary Koita Adriano Bertaccini |
| | |       | | |
| Zondag 10 maart 2024, 19:15 uur | KAS Eupen | 1 - 0 | Sint-Truiden | |
| Kehrwegstadion, Eupen Toeschouwers: 2.500 Scheidsrechter: Michiel Allaerts Speeldag 29 Eerste Klasse A 2023-24                      | Renaud Emond 10' Rune Paeshuyse 22' Renaud Emond 72' Boris Lambert 90+2'                                                            |       | 45+2' Robert-Jan Vanwesemael | Opstelling Sint-Truiden: Zion Suzuki, Rein Van Helden, Matte Smets, Bruno Godeau, Robert-Jan Vanwesemael, Ryotaro Ito, Mathias Delorge, Ryoya Ogawa, Jarne Steuckers, Kahveh Zahiroleslam, Joselpho Barnes Wissels Sint-Truiden: 66' Robert-Jan Vanwesemael Aboubakary Koita 66' Joselpho Barnes Frederic Ananou 76' Kahveh Zahiroleslam Adriano Bertaccini 76' Rein Van Helden Fatih Kaya 85' Ryoya Ogawa Eric Bocat                |
| | |       | | |
| Zondag 17 maart 2024, 13:30 uur | Sint-Truiden | 2 - 1 | Club Brugge | |
| Stayen, Sint-Truiden Toeschouwers: 8.615 Scheidsrechter: Kevin Van Damme Speeldag 30 Eerste Klasse A 2023-24                        | Kahveh Zahiroleslam 59' Aboubakary Koita 85'                                                                                        |       | 6' Ferran Jutglà 82' Kyriani Sabbe | Opstelling Sint-Truiden: Zion Suzuki, Rein Van Helden, Matte Smets, Bruno Godeau, Frederic Ananou, Ryotaro Ito, Mathias Delorge, Ryoya Ogawa, Jarne Steuckers, Kahveh Zahiroleslam, Aboubakary Koita Wissels Sint-Truiden: 67' Ryotaro Ito Joel Chima Fujita 74' Frederic Ananou Robert-Jan Vanwesemael 75' Kahveh Zahiroleslam Fatih Kaya 88' Aboubakary Koita Rihito Yamamoto 88' Jarne Steuckers Joselpho Barnes                  |

#### Resultaten per speeldag
| Speeldag  | 1 | 2 | 3 | 4 | 5  | 6  | 7  | 8  | 9  | 10 | 11 | 12 | 13 | 14 | 15 | 16 | 17 | 18 | 19 | 20 | 21 | 22 | 23 | 24 | 25 | 26 | 27 | 28 | 29 | 30 |
| --------- | - | - | - | - | -- | -- | -- | -- | -- | -- | -- | -- | -- | -- | -- | -- | -- | -- | -- | -- | -- | -- | -- | -- | -- | -- | -- | -- | -- | -- |
| Resultaat | w | w | v | g | v  | g  | w  | g  | g  | v  | v  | w  | g  | g  | g  | w  | g  | v  | w  | g  | v  | g  | w  | v  | w  | v  | w  | v  | v  | w  |
| Punten    | 3 | 6 | 6 | 7 | 7  | 8  | 11 | 12 | 13 | 13 | 13 | 16 | 17 | 18 | 19 | 22 | 23 | 23 | 26 | 27 | 27 | 28 | 31 | 31 | 34 | 34 | 37 | 37 | 37 | 40 |
| Positie   | 5 | 3 | 6 | 7 | 10 | 10 | 7  | 8  | 7  | 9  | 10 | 9  | 9  | 8  | 9  | 8  | 8  | 8  | 8  | 8  | 8  | 9  | 8  | 9  | 8  | 9  | 9  | 9  | 9  | 9  |

#### Eindstand
| Pl. | Club                | Gesp. | W  | V  | G  | GV | GT | Ptn. | Kwalificatie of degradatie |
| --- | ------------------- | ----- | -- | -- | -- | -- | -- | ---- | -------------------------- |
| 1   | Union Sint-Gillis   | 30    | 21 | 7  | 2  | 63 | 31 | 70   | Play-off I                 |
| 2   | RSC Anderlecht      | 30    | 18 | 9  | 3  | 58 | 30 | 63   | Play-off I                 |
| 3   | Antwerp FC          | 30    | 14 | 10 | 6  | 55 | 27 | 52   | Play-off I                 |
| 4   | Club Brugge         | 30    | 14 | 9  | 7  | 62 | 29 | 51   | Play-off I                 |
| 5   | Cercle Brugge       | 30    | 14 | 5  | 11 | 44 | 34 | 47   | Play-off I                 |
| 6   | KRC Genk            | 30    | 12 | 11 | 7  | 51 | 31 | 47   | Play-off I                 |
| 7   | AA Gent             | 30    | 12 | 11 | 7  | 53 | 38 | 47   | Play-off II                |
| 8   | KV Mechelen         | 30    | 13 | 6  | 11 | 39 | 34 | 45   | Play-off II                |
| 9   | Sint-Truiden        | 30    | 10 | 10 | 10 | 35 | 46 | 40   | Play-off II                |
| 10  | Standard Luik       | 30    | 8  | 10 | 12 | 33 | 41 | 34   | Play-off II                |
| 11  | KVC Westerlo        | 30    | 7  | 9  | 14 | 42 | 54 | 30   | Play-off II                |
| 12  | Oud-Heverlee Leuven | 30    | 7  | 8  | 15 | 34 | 47 | 29   | Play-off II                |
| 13  | Sporting Charleroi  | 30    | 7  | 8  | 15 | 26 | 48 | 29   | Play-off III               |
| 14  | KAS Eupen           | 30    | 7  | 3  | 20 | 24 | 58 | 24   | Play-off III               |
| 15  | KV Kortrijk         | 30    | 6  | 6  | 18 | 22 | 57 | 24   | Play-off III               |
| 16  | RWDM                | 30    | 5  | 8  | 17 | 31 | 67 | 23   | Play-off III               |

### Europe play-off

#### Wedstrijden
| | |       | | |
| Zondag 31 maart 2024, 18:30 uur | Sint-Truiden | 2 - 0 | KVC Westerlo | |
| Stayen, Sint-Truiden Toeschouwers: 3.895 Scheidsrechter: Brent Staessens Speeldag 1 Eerste Klasse A 2023-24                         | Jarne Steuckers 8' Jarne Steuckers 84' |       | 76' Eddison Jordanov | Opstelling Sint-Truiden: Zion Suzuki, Rein Van Helden, Matte Smets, Bruno Godeau, Frederic Ananou, Ryotaro Ito, Mathias Delorge, Eric Bocat, Jarne Steuckers, Kahveh Zahiroleslam, Adriano Bertaccini Wissels Sint-Truiden: 72' Kahveh Zahiroleslam Rihito Yamamoto 72' Adriano Bertaccini Fatih Kaya 72' Ryotaro Ito Joel Chima Fujita 87' Mathias Delorge Olivier Dumont 90' Jarne Steuckers Joselpho Barnes          |
| | |       | | |
| Vrijdag 5 april 2024, 20:45 uur | KV Mechelen | 2 - 3 | Sint-Truiden | |
| AFAS Stadion Achter de Kazerne, Mechelen Toeschouwers: 9.144 Scheidsrechter: Simon Bourdeaud'hui Speeldag 2 Eerste Klasse A 2023-24 | Munashe Garananga 34' David Bates 45+5' Norman Bassette 56' Daam Foulon 82'                                                               |       | 67' Ryotaro Ito 76' Aboubakary Koita 78' Wolke Janssens 89' Ryotaro Ito 90+1' Mathias Delorge                                            | Opstelling Sint-Truiden: Zion Suzuki, Rein Van Helden, Matte Smets, Bruno Godeau, Robert-Jan Vanwesemael, Joel Chima Fujita, Mathias Delorge, Ryoya Ogawa, Rihito Yamamoto, Fatih Kaya, Aboubakary Koita Wissels Sint-Truiden: 29' Rein Van Helden Wolke Janssens 57' Fatih Kaya Jarne Steuckers 58' Rihito Yamamoto Ryotaro Ito 58' Joel Chima Fujita Kahveh Zahiroleslam 83' Aboubakary Koita Adriano Bertaccini      |
| | |       | | |
| Vrijdag 12 april 2024, 20:45 uur | Sint-Truiden | 3 - 3 | Standard Luik | |
| Stayen, Sint-Truiden Toeschouwers: 5.956 Scheidsrechter: Wesli De Cremer Speeldag 3 Eerste Klasse A 2023-24                         | Eric Bocat 3' Aboubakary Koita 13' Frederic Ananou 24' Adriano Bertaccini 84' Fatih Kaya 88' Joselpho Barnes 89' Adriano Bertaccini 90+6' |       | 9' Wilfried Kanga 55' Konstantinos Laifis 65' Isaac Price 72' Kelvin Yeboah 59' William Balikwisha 81' Wilfried Kanga 89' Wilfried Kanga | Opstelling Sint-Truiden: Zion Suzuki, Wolke Janssens, Matte Smets, Bruno Godeau, Frederic Ananou, Ryotaro Ito, Mathias Delorge, Eric Bocat, Jarne Steuckers, Kahveh Zahiroleslam, Aboubakary Koita Wissels Sint-Truiden: 79' Frederic Ananou Robert-Jan Vanwesemael 79' Aboubakary Koita Adriano Bertaccini 83' Bruno Godeau Joselpho Barnes 83' Kahveh Zahiroleslam Fatih Kaya 90+11' Ryotaro Ito Olivier Dumont       |
| | |       | | |
| Zaterdag 20 april 2024, 16:00 uur                                                                                                   | Oud-Heverlee Leuven | 1 - 0 | Sint-Truiden | |
| King Power at Den Dreef Stadion, Heverlee Toeschouwers: 4.698 Scheidsrechter: Brent Staessens Speeldag 4 Eerste Klasse A 2023-24    | Richie Sagrado 59' Youssef Maziz 83' |       | 41' Olivier Dumont 80' Wolke Janssens | Opstelling Sint-Truiden: Zion Suzuki, Wolke Janssens, Matte Smets, Bruno Godeau, Frederic Ananou, Olivier Dumont, Mathias Delorge, Eric Bocat, Jarne Steuckers, Fatih Kaya, Aboubakary Koita Wissels Sint-Truiden: 72' Aboubakary Koita Adriano Bertaccini 72' Fatih Kaya Kahveh Zahiroleslam 79' Frederic Ananou Robert-Jan Vanwesemael 86' Olivier Dumont Joselpho Barnes                                             |
| | |       | | |
| Dinsdag 23 april 2024, 20:30 uur | Sint-Truiden | 0 - 2 | AA Gent | |
| Stayen, Sint-Truiden Toeschouwers: 3.829 Scheidsrechter: Simon Bourdeaud'hui Speeldag 5 Eerste Klasse A 2023-24                     | Eric Bocat 84' Fatih Kaya 90' |       | 9' Julien De Sart 44' Tarik Tissoudali 85' Stefan Mitrović                                                                               | Opstelling Sint-Truiden: Zion Suzuki, Wolke Janssens, Matte Smets, Bruno Godeau, Robert-Jan Vanwesemael, Ryotaro Ito, Mathias Delorge, Eric Bocat, Jarne Steuckers, Kahveh Zahiroleslam, Aboubakary Koita Wissels Sint-Truiden: 80' Ryotaro Ito Adriano Bertaccini 80' Robert-Jan Vanwesemael Joselpho Barnes 86' Eric Bocat Fatih Kaya                                                                                 |
| | |       | | |
| Zaterdag 27 april 2024, 18:15 uur                                                                                                   | Standard Luik | 1 - 1 | Sint-Truiden | |
| Maurice Dufrasnestadion, Luik Toeschouwers: 9.853 Scheidsrechter: Jan Boterberg Speeldag 6 Eerste Klasse A 2023-24                  | Jonathan Panzo 63' |       | 13' Ryoya Ogawa 23' Kahveh Zahiroleslam 37' Mathias Delorge                                                                              | Opstelling Sint-Truiden: Zion Suzuki, Wolke Janssens, Matte Smets, Rein Van Helden, Robert-Jan Vanwesemael, Ryotaro Ito, Mathias Delorge, Ryoya Ogawa, Joselpho Barnes, Kahveh Zahiroleslam, Adriano Bertaccini Wissels Sint-Truiden: 67' Kahveh Zahiroleslam Fatih Kaya 67' Joselpho Barnes Jarne Steuckers 70' Jarne Steuckers Aboubakary Koita 84' Ryotaro Ito Olivier Dumont 84' Adriano Bertaccini Frederic Ananou |
| | |       | | |
| Vrijdag 3 mei 2024, 20:45 uur | KVC Westerlo | 2 - 2 | Sint-Truiden | |
| 't Kuipje, Westerlo Toeschouwers: 3.750 Scheidsrechter: Simon Bourdeaud'hui Speeldag 7 Eerste Klasse A 2023-24                      | Jordan Bos 32' Bryan Reynolds 42' Lucas Stassin 47' Serhij Sydortsjoek 68'                                                                |       | 8' Ryotaro Ito 21' Frederic Ananou 64' Bruno Godeau 69' Adriano Bertaccini                                                               | Opstelling Sint-Truiden: Zion Suzuki, Rein Van Helden, Matte Smets, Bruno Godeau, Frederic Ananou, Mathias Delorge, Ryotaro Ito, Eric Bocat, Adriano Bertaccini, Kahveh Zahiroleslam, Aboubakary Koita Wissels Sint-Truiden: 59' Eric Bocat Ryoya Ogawa 78' Adriano Bertaccini Joselpho Barnes 78' Frederic Ananou Robert-Jan Vanwesemael 90' Aboubakary Koita Adam Nhaili 90' Kahveh Zahiroleslam Fatih Kaya           |
| | |       | | |
| Zondag 12 mei 2024, 16:00 uur | Sint-Truiden | 2 - 1 | KV Mechelen | |
| Stayen, Sint-Truiden Toeschouwers: 3.680 Scheidsrechter: Ken Vermeiren Speeldag 8 Eerste Klasse A 2023-24                           | Adriano Bertaccini 17' Adriano Bertaccini 39' Wolke Janssens 90'                                                                          |       | 9' Mory Konaté | Opstelling Sint-Truiden: Zion Suzuki, Rein Van Helden, Matte Smets, Bruno Godeau, Robert-Jan Vanwesemael, Mathias Delorge, Ryotaro Ito, Eric Bocat, Adriano Bertaccini, Kahveh Zahiroleslam, Aboubakary Koita Wissels Sint-Truiden: 73' Kahveh Zahiroleslam Fatih Kaya 73' Adriano Bertaccini Rihito Yamamoto 73' Bruno Godeau Wolke Janssens 83' Ryotaro Ito Joel Chima Fujita 90+2' Aboubakary Koita Shinji Okazaki   |
| | |       | | |
| Vrijdag 17 mei 2024, 20:45 uur | Sint-Truiden | 1 - 1 | Oud-Heverlee Leuven | |
| Stayen, Sint-Truiden Toeschouwers: 4.200 Scheidsrechter: Arthur Denil Speeldag 9 Eerste Klasse A 2023-24                            | Eric Bocat 37' Fatih Kaya 66' Matte Smets 87'                                                                                             |       | 74' Jón Dagur Thorsteinsson | Opstelling Sint-Truiden: Zion Suzuki, Rein Van Helden, Matte Smets, Bruno Godeau, Frederic Ananou, Mathias Delorge, Joel Chima Fujita, Eric Bocat, Rihito Yamamoto, Shinji Okazaki, Ryotaro Ito Wissels Sint-Truiden: 53' Shinji Okazaki Fatih Kaya 60' Joel Chima Fujita Adriano Bertaccini 61' Rihito Yamamoto Aboubakary Koita                                                                                       |
| | |       | | |
| Zaterdag 25 mei 2024, 20:30 uur | AA Gent | 2 - 0 | Sint-Truiden | |
| Planet Group Arena, Gent Toeschouwers: 14.683 Scheidsrechter: Matonga Simonini Speeldag 10 Eerste Klasse A 2023-24                  | Matisse Samoise 47' Matias Fernandez Pardo 85'                                                                                            |       | | Opstelling Sint-Truiden: Zion Suzuki, Rein Van Helden, Matte Smets, Bruno Godeau, Robert-Jan Vanwesemael, Mathias Delorge, Ryotaro Ito, Eric Bocat, Adriano Bertaccini, Fatih Kaya, Aboubakary Koita Wissels Sint-Truiden: 66' Adriano Bertaccini Kahveh Zahiroleslam 66' Bruno Godeau Joel Chima Fujita 66' Fatih Kaya Joselpho Barnes 83' Ryotaro Ito Rihito Yamamoto 83' Mathias Delorge Olivier Dumont              |

#### Overzicht
| Speeldag  | 1  | 2  | 3  | 4  | 5  | 6  | 7  | 8  | 9  | 10 |
| --------- | -- | -- | -- | -- | -- | -- | -- | -- | -- | -- |
| Resultaat | w  | w  | g  | v  | v  | g  | g  | w  | g  | v  |
| Punten    | 23 | 26 | 27 | 27 | 27 | 28 | 29 | 32 | 33 | 33 |
| Positie   | 3  | 2  | 3  | 3  | 3  | 3  | 3  | 3  | 3  | 3  |

#### Eindstand
| Pl. | Club                | Gesp. | W | G | V | GV | GT | Ptn. | Kwalificatie of degradatie |
| --- | ------------------- | ----- | - | - | - | -- | -- | ---- | -------------------------- |
| 1   | AA Gent             | 10    | 8 | 0 | 2 | 27 | 10 | 48   | Finale                     |
| 2   | KV Mechelen         | 10    | 5 | 1 | 4 | 20 | 18 | 39   |                            |
| 3   | Sint-Truiden        | 10    | 3 | 4 | 3 | 14 | 15 | 33   |                            |
| 4   | Oud-Heverlee Leuven | 10    | 4 | 3 | 3 | 12 | 12 | 30   |                            |
| 5   | KVC Westerlo        | 10    | 2 | 3 | 5 | 17 | 23 | 24   |                            |
| 6   | Standard Luik       | 10    | 0 | 5 | 5 | 12 | 27 | 22   |                            |

## Beker van België
| | |              |                                                                                  | |
| Dinsdag 31 oktober 2023, 20:30 uur                                                                                  | Sint-Truiden | 3 - 0 (n.v.) | Francs Borains (1B)                                                              | |
| Stayen, Sint-Truiden Toeschouwers: 1.000 Scheidsrechter: Massimiliano Ledda 1/16de finales Beker van België 2023-24 | Wolke Janssens 75' Rihito Yamamoto 77' Ryoya Ogawa 89' Kahveh Zariholeslam 96' Shinji Okazaki 104' Jarne Steuckers 109' Shinji Okazaki 111' Jarne Steuckers 120+2' (pen.) |              | 41' Mathias Francotte 52' Jordy Gillekens 62' Thierno Diallo 120+2' Levi Malungu | Opstelling Sint-Truiden: Jo Coppens, Rein Van Helden, Ryoya Ogawa, Frederic Ananou, Wolke Janssens, Matte Smets, Olivier Dumont, Joel Chima Fujita, Rihito Yamamoto, Joselpho Barnes, Fatih Kaya Wissels Sint-Truiden: 78' Joselpho Barnes Jarne Steuckers 78' Fatih Kaya Shinji Okazaki 78' Frederic Ananou Kahveh Zariholeslam 89' Olivier Dumont Ryotaro Ito 106' Rihito Yamamoto Robert-Jan Vanwesemael 114' Ryoya Ogawa Adam Nhaili |

| |              |       |                                        | |
| Woensdag 6 december 2023, 20:30 uur                                                                              | Sint-Truiden | 0 - 1 | AA Gent                                | |
| Stayen, Sint-Truiden Toeschouwers: 2.503 Scheidsrechter: Erik Lambrechts 1/8ste finales Beker van België 2023-24 |              |       | 38' Hugo Cuypers 82' Tsuyoshi Watanabe | Opstelling Sint-Truiden: Jo Coppens, Wolke Janssens, Matte Smets, Bruno Godeau, Daiki Hashioka, Olivier Dumont, Joel Chima Fujita, Eric Bocat, Rihito Yamamoto, Fatih Kaya, Aboubakary Koita Wissels Sint-Truiden: 75' Fatih Kaya Jarne Steuckers 75' Olivier Dumont Shinji Okazaki 75' Wolke Janssens Joselpho Barnes 75' Eric Bocat Ryoya Ogawa |

2006/07 ·
2007/08 ·
2008/09 ·
2009/10 ·
2010/11 ·
2011/12 ·
2012/13 ·
2013/14 ·
2014/15 ·
2015/16 ·
2016/17 ·
2017/18 ·
2018/19 ·
2019/20 ·
2020/21 ·
2021/22 ·
2022/23 ·
2023/24 ·
2024/25